# ویتو جنوویزه
ویتو جنوویزه( به ایتالیایی: [ˈvi:to dʒenoˈve:ze, -e:se]؛ ۲۱ نوامبر ۱۸۹۷–۱۴ فوریه ۱۹۶۹) یک گنگستر ایتالیایی الاصل بود که عمدتاً در ایالات متحده فعالیت می‌کرد. جنوویزه در جریان ممنوعیت الکل در ایالات متحده به عنوان مجری در مافیای آمریکا به قدرت رسید. جنوویسه که یکی از همکاران و از دوستان دوره کودکی لاکی لوچیانو بود، در جنگ کاستلاماره شرکت کرد و به شکل‌گیری و ظهور مافیا و جنایات سازمان یافته در ایالات متحده یاری رساند. وی بعداً خانواده جنایی لوچیانو را رهبری می‌کند که به احترام وی به خانواده جنایتکار جنوویسه تغییر نام داده‌است.
همراه با لوچیانو، جنوویزه به گسترش تجارت هروئین در سطح بین‌المللی کمک کرد. در سال ۱۹۳۷، او به ایتالیا گریخت، و برای مدت کوتاهی در طول جنگ جهانی دوم، از رژیم بنیتو موسولینی در ایتالیا به دلیل ترس از اخراج به ایالات متحده برای مقابله با اتهامات قتل، حمایت کرد. وی در سال ۱۹۴۵ به ایالات متحده بازگشت. جنوویزه به عنوان مربی وینسنت «چین» گیگانته، رئیس آینده خانواده خدمت کرده بود.
در سال ۱۹۵۷، وی با دستور قتل آلبرت آناستازیا و اقدام به قتل فرانک کاستلو، برای عنوان رئیس روئسا رقابت کرد. بلافاصله پس از این، وی برای تقویت قدرت خود اجلاس مافیایی را فراخواند، اما جلسه توسط پلیس مورد حمله قرار گرفت. در سال ۱۹۵۹، با محکومیت به اتهام توطئه مواد مخدر و محکومیت به ۱۵ سال زندان، دوران حکمرانی وی قطع شد. در حالی که او و جو والاچی زیرمجموعه اش با هم در زندان بودند، والاچی یکی از زندانیان را که فکر می‌کرد ضارب فرستاده شده توسط جینوویزه است، کشت. والاچی سپس شاهد دولت شد. جنوویزه در ۱۴ فوریه ۱۹۶۹ در زندان درگذشت.

## حرفهٔ جنایی
وینسنت جنوویزه فعالیت جنایی خود را با دزدی از دستفروشان و انجام کارهای پادویی برای گانگسترها آغاز کرد. بعدها، او مسئول جمع‌آوری پول از افرادی شد که در قرعه کشی های غیرقانونی شرکت میکردند. در ۱۹ سالگی، جنوویزه به دلیل حمل غیرقانونی سلاح، یک سال را در زندان گذراند.  
در دههٔ ۱۹۲۰، جنوویزه برای جوزپه "جو دی باس" ماسریا، رهبر یک باند قدرتمند در منهتن که بعدها به خانوادهٔ مافیایی تحت رهبری خودش تبدیل شد، کار میکرد. همزمان، چارلی لوچیانو و همراهان نزدیکش برای آرنولد  روتشتاین، قمارباز معروف، کار میکردند. روتشتاین که سود کلان دوران ممنوعیت الکل را پیشبینی کرده بود، لوچیانو را در راهاندازی کسبوکار قاچاق مشروبات الکلی آموزش داد. لوچیانو، فرانک کاستلو و جنوویزه با حمایت مالی روتشتاین، عملیات قاچاق الکل خود را راه انداختند.  
در سال ۱۹۳۰، جنوویزه به اتهام جعل اسکناس تحت تعقیب قرار گرفت، پس از آنکه پلیس یک میلیون دلار پول جعلی را در یک کارگاه در محلهٔ بات بیچ بروکلین کشف کرد. در همان سال، جنوویزه متهم شد که گائتانو رینا، رهگر یک باند در برانکس، را به قتل رسانده است. رینا پیش از این متحد ماسریا بود، اما ماسریا پس از آنکه به همکاری پنهانی او با سالواتوره مارانزانو، رقیب سرسخت خود در بروکلین، مشکوک شد، دستور قتل او را صادر کرد. در ۲۶ فوریه ۱۹۳۰، جنوویزه به رینا هنگام خروج از خانه معشوقهاش در برانکس حمله کرد و با شاتگان به پشت سرش شلیک کرد. پس از این واقعه، ماسریا کنترل مستقیم باند رینا را به دست گرفت.  
جنگ  کاستلاماره 
در اوایل سال ۱۹۳۰، جنگ کاستلاماره‌‌‌‌‌‌‌‌‌‌بین جو ماسریا و سالواتوره مارانزانو آغاز شد. لوچیانو در یک توافق پنهانی با مارانزانو، موافقت کرد که ترور ماسریا را ترتیب دهد تا در عوض، شبکه‌های او را تصاحب کند و به عنوان معاون مارانزانو منصوب شود. در ۱۵ آوریل ۱۹۳۱، لوچیانو ماسریا را به یک رستوران به نام نووا ویلا تامارو در کانی آیلند کشاند و در آنجا او را به قتل رساند. گفته می‌شود در حالی که آن‌ها مشغول بازی ورق بودند، لوچیانو به بهانه رفتن به دستشویی از محل خارج شد و ضاربان (که احتمالاً جنوویزه، آلبرت آناستازیا، جو آدونیس و بنجامین "باگزی" سیگل بودند) ماسریا را کشتند. سیرو "پادشاه کنگر فرنگی" ترانووا راننده ماشین فرار بود، اما طبق افسانه‌ها، آنقدر وحشت‌زده بود که نتوانست فرار کند و سیگل مجبور شد او را از جای راننده بیرون بکشد. لوچیانو کنترل خانواده ماسریا را به دست گرفت و جنوویزه به عنوان معاون او منصوب شد.  
در سپتامبر ۱۹۳۱، لوچیانو و جنوویزه نقشه قتل مارانزانو را کشیدند. لوچیانو متوجه شد که مارانزانو قصد دارد او و جنوویزه را از بین ببرد، بنابراین پیش‌دستی کرد. در ۱۰ سپتامبر ۱۹۳۱، وقتی مارانزانو لوچیانو، جنوویزه و فرانک کاستلو را به دفتر خود فراخواند، آن‌ها می‌دانستند که قصد کشتنشان را دارد. در عوض، لوچیانو چهار گانگستر یهودی را که برای افراد مارانزانو ناشناخته بودند، به دفتر او فرستاد. این ترور با کمک مایر لانسکی و باگزی سیگل انجام شد. پس از این واقعه، لوچیانو "کمیسیون" را به عنوان نهاد حاکم بر سازمان‌های جنایت سازمان‌یافته تأسیس کرد.  
قتل بوچیا و فرار به ایتالیا  
در سال ۱۹۳۴، جنوویزه دستور قتل فردیناند بوچیا، یک گانگستر دیگر را صادر کرد. جنوویزه و بوچیا در یک بازی پرهیجان پوکر، یک قمارباز ثروتمند را ۱۵۰ هزار دلار کلاهبرداری کرده بودند. بوچیا به خاطر معرفی قربانی به جنوویزه، تقاضای ۳۵ هزار دلار سهم کرد، اما جنوویزه به جای پرداخت، دستور قتل او را داد. در ۱۹ سپتامبر ۱۹۳۴، جنوویزه و پنج همدستش بوچیا را در یک کافه در بروکلین به قتل رساندند.  
در ۱۸ ژوئن ۱۹۳۶، لوچیانو به ۳۰ تا ۵۰ سال زندان محکوم شد. با زندانی شدن او، جنوویزه به عنوان رئیس موقت خانواده جنایی لوچیانو منصوب شد. در سال ۱۹۳۷، جنوویزه از ترس محاکمه به خاطر قتل بوچیا، با ۷۵۰ هزار دلار پول نقد به ایتالیا گریخت و در شهر نولا، نزدیک ناپل، ساکن شد.  
همکاری با فاشیست‌ها و بازگشت به نیویورک  
جنوویزه با رشوه دادن به برخی اعضای حزب فاشیست، به دوستی گالئاتسو چیانو (داماد موسولینی) دست یافت و حتی احتمالاً به او کوکائین می‌رساند. او نزدیک به ۴ میلیون دلار به حزب فاشیست اهدا کرد و پس از مشارکت در ساخت مقر جدید حزب در نولا، نشان "سنت موریس و لازاروس" را دریافت کرد.  
در سال ۱۹۴۳، جنوویزه دستور قتل کارلو ترسکا، ناشر یک روزنامه آنارشیست و دشمن موسولینی را صادر کرد. ترسکا در ۱۱ ژانویه ۱۹۴۳ در منهتن ترور شد، اما هیچ‌گاه کسی به خاطر این قتل محاکمه نشد.  
با اشغال ایتالیا توسط متفقین در سال ۱۹۴۳، جنوویزه تغییر موضع داد و به ارتش آمریکا پیوست. او به عنوان مترجم و رابط در ناپل منصوب شد و یکی از بزرگ‌ترین شبکه‌های بازار سیاه را در جنوب ایتالیا راه‌اندازی کرد.  
بازگشت به آمریکا و تبرئه از اتهامات  
در سال ۱۹۴۴، یک گانگستر سابق به نام ارنست روپولو، جنوویزه را به قتل بوچیا متهم کرد. در ۲۷ اوت ۱۹۴۴، جنوویزه در ایتالیا دستگیر شد، اما تلاش‌ها برای محاکمه او با شکست مواجه شد. در نهایت، با مرگ شاهدان کلیدی، پرونده او در سال ۱۹۴۶ بسته شد و قاضی اعلام کرد که اگر حتی کوچک‌ترین مدرکی علیه او وجود داشت، به مرگ محکوم می‌شد.  
رقابت برای قدرت و رسیدن به رهبری  
پس از آزادی، جنوویزه تلاش کرد کنترل خانواده جنایی را به دست بگیرد، اما فرانک کاستلو و ویلی مورتتی مانع شدند. در سال ۱۹۵۷، جنوویزه وینسنت جیگانته را مأمور ترور کاستلو کرد. کاستلو زخمی شد، اما تسلیم شد و جنوویزه به عنوان رئیس جدید خانواده منصوب شد.  
در اکتبر ۱۹۵۷، جنوویزه و کارلو گامبینو دستور قتل آلبرت آناستازیا را صادر کردند. آناستازیا در یک آرایشگاه در منهتن ترور شد و جنوویزه کنترل کامل را به دست گرفت.  
زندگی شخصی و مشکلات خانوادگی  
در سال ۱۹۵۲، همسر جنوویزه، آنا، از او به دلیل عدم پرداخت نفقه شکایت کرد و حتی در مورد فعالیت‌های جنایی او شهادت داد. این اقدام برای همسر یک گانگستر بی‌سابقه بود. جنوویزه همچنین دستور قتل استیون فرانسه، کسی که مراقب آنا بود، را صادر کرد.  
جنوویزه در نهایت به یکی از قدرتمندترین روسای مافیا در نیویورک تبدیل شد و خانواده جنوویزه به عنوان یکی از تأثیرگذارترین سازمان‌های جنایت سازمان‌یافته باقی ماند.  
اجلاس آپالاچین و زندان  
در نوامبر ۱۹۵۷، بلافاصله پس از قتل آناستازیا و به دست گرفتن کنترل خانواده جنایی لوچیانو، ویتو جنوویزه تصمیم گرفت با برگزاری یک نشست ملی کوزا نوسترا، قدرت جدید خود را تثبیت کند. او استفانو "مرد تابوتساز" ماگادینو، رئیس مافیا در بوفالو و عضو کمیسیون، را مسئول سازماندهی این جلسه کرد. ماگادینو نیز جوزف باربارا، رئیس مافیا در شمال شرق پنسیلوانیا، و معاونش راسل بوفالینو را برای نظارت بر تمامی ترتیبات برگزاری اجلاس انتخاب کرد.  
از جمله موضوعات مورد بحث در این نشست، وضعیت کوبا به‌ویژه در زمینه قمار و قاچاق مواد مخدر، تجارت بین‌المللی مواد مخدر، و نیز منافع مافیا در صنعت پوشاک نیویورک، از جمله قرض‌گیری اجباری از صاحبان کسب‌وکارها و کنترل حمل‌ونقل کامیون‌ها بود.  
شناسایی و فرار مافیا  
در ۱۴ نوامبر ۱۹۵۷، مافیوزی‌های قدرتمند از سراسر آمریکا و ایتالیا در ملک باربارا در آپالاچینِ نیویورک گرد هم آمدند. اما افسر پلیس ایالتی، ادگار کروسول، که از رزرو شدن تعداد زیادی اتاق در هتل‌های محلی و تحویل مقدار زیادی گوشت به خانه باربارا مشکوک شده بود، شروع به زیر نظر گرفتن این ملک کرد. وقتی پلیس خودروهای لوکس متعددی با پلاک‌های متعلق به جنایتکاران شناخته‌شده را در محل شناسایی کرد، راهبندی ایجاد کرد. با مشاهده حضور پلیس، مافیوزی‌ها به سرعت متواری شدند—بعضی با ماشین و بعضی با فرار به جنگل‌های اطراف.  
جنوویزه که در خودروی بوفالینو بود، در یک ایست بازرسی متوقف شد. او ادعا کرد برای "کباب کردن و بحث درباره کسب‌وکار" به ملک باربارا آمده است. پلیس او را آزاد کرد، اما این رویداد ضربه بزرگی به پنهان‌کاری مافیا وارد کرد و توجه رسانه‌ها و مقامات را به شدت جلب نمود.  
محاکمه و زندان  
در ۲ ژوئن ۱۹۵۸، جنوویزه در جلسات استماع مک‌کللن سنای آمریکا در مورد جنایت سازمان‌یافته حاضر شد، اما ۱۵۰ بار با استناد به متمم پنجم قانون اساسی (حق سکوت) از پاسخ دادن امتناع کرد.  
در ژوئیه ۱۹۵۸، او به اتهام توطئه برای قاچاق مواد مخدر محاکمه شد. شاهدان کلیدی دولت، از جمله نلسون کانتلوس، یک قاچاقچی پورتوریکویی، ادعا کردند که جنوویزه مستقیماً در معاملات مواد مخدر دخالت داشته است. اگرچه بسیاری از کارشناسان، از جمله کارآگاه رالف سالرنو از پلیس نیویورک، این اتهامات را غیرواقعی دانستند (چون روسای مافیا معمولاً مستقیماً در عملیات مواد مخدر دخالت نمی‌کنند)، جنوویزه در آوریل ۱۹۵۹ به ۱۵ سال زندان محکوم شد.  
ادامه کنترل از پشت میله‌ها  
حتی در زندان فدرال آتلانتا، جنوویزه به کنترل خانواده جنایی خود ادامه داد. در سپتامبر ۱۹۵۹، او دستور قتل آنتونی کارفانو را صادر کرد—کسی که در اعتراض به تلاش برای ترور فرانک کاستلو، در اجلاس آپالاچین حاضر نشده بود. کارفانو و همراه زنش در ۲۵ سپتامبر در خودروی کادیلاکش در کوئینز تیرباران شدند.  
در آوریل ۱۹۶۲، جنوویزه آنتونی استرولو، معاون سابق خود، را به اتهام خیانت (همکاری برای زندانی کردن او) به قتل رساند. جسد استرولو هرگز پیدا نشد.  
خیانت جو والاچی  
در سال ۱۹۶۲، جو والاچی، یکی از اعضای مافیا که در همان زندان جنوویزه به سر می‌برد، پس از دریافت "بوسه مرگ" از جنوویزه (اشاره به حکم اعدامش) دچار پارانویا شد. در ژوئیه، او به اشتباه یک زندانی دیگر را به جای قاتل اجیرشده کشت و به حبس ابد محکوم شد. پس از این واقعه، والاچی به یک شاهد کلیدی دولت تبدیل شد و برای اولین بار اسرار کوزا نوسترا را فاش کرد.  
انتقام از شاهد قدیمی  
در ۲۴ اوت ۱۹۶۴، جسد ارنست روپولو—شاهدی که در سال ۱۹۴۴ علیه جنوویزه در پرونده قتل بوچیا شهادت داده بود—در خلیج جامائیکا پیدا شد. دستانش بسته و پاهایش به بلوک‌های بتنی زنجیر شده بود. این قتل به انتقام‌جویی جنوویزه نسبت داده شد.  
مرگ در زندان  
ویتو جنوویزه در ۱۴ فوریه ۱۹۶۹ در زندان فدرال آتلانتا درگذشت. علت مرگ او به طور رسمی "نارسایی قلبی" اعلام شد، اما شایعاتی وجود داشت که ممکن است به دستور رقبا مسموم شده باشد. با مرگ او، دوران یکی از مخوف‌ترین روسای تاریخ مافیای آمریکا به پایان رسید، اما خانواده جنوویزه همچنان به عنوان یکی از قدرتمندترین سازمان‌های جنایت سازمان‌یافته در نیویورک باقی ماند.  